# Cis alienus
Cis alienus es una especie de coleóptero de la familia Ciidae.

## Distribución geográfica
Habita en Hawái, Honolulu.